# Klaus Schindling
Klaus Günter Schindling (* 9. September 1968 in Frankfurt am Main) ist ein deutscher Kommunalpolitiker (CDU) und seit 2016 Bürgermeister der Stadt Hattersheim am Main.

## Politik

### Gemeinderatsmitglied und Stadtverordneter
Mit 17 Jahren trat Schindling in die Junge Union ein. Mit 22 Jahren trat er in die CDU ein, für die er in den 1990er-Jahren in die Gemeindevertretung von Kriftel gewählt wurde. Ab 2005 war Schindling ehrenamtliches Mitglied der Stadtverordnetenversammlung von Hattersheim am Main. Bei den darauf folgenden Kommunalwahlen konnte er sein Mandat jeweils verteidigen, zuletzt bei der Kommunalwahl im März 2016.

### Bürgermeister
Am 6. März 2016 kandidierte Schindling bei der Bürgermeisterwahl in Hattersheim am Main. Dabei sah er in dem ehemaligen Bürgermeister von Kriftel Hans-Werner Börs (1928–1996) sein politisches Vorbild, obwohl dieser wegen Korruptionsverdachtes in Untersuchungshaft genommen wurde und einer Verurteilung nur aufgrund seines frühzeitigen Todes entging. Mit 38,4 % der abgegebenen Stimmen wurde Schindling Zweiter hinter der Amtsinhaberin Antje Köster (SPD), welche 47,0 % erhalten hatte. Da keiner die nötige Mehrheit der abgegebenen Stimmen hatte, erfolgte am 30. März 2016 eine Stichwahl bei der sich Schindling mit 50,5 % zu 49,5 % gegen seine Kontrahentin durchsetzen konnte. Sein Amtsantritt erfolgte am 1. Oktober 2016, bei gleichzeitigem Ausscheiden aus der Stadtverordnetenversammlung. Am 8. Mai 2022 erfolgte seine Wiederwahl als Bürgermeister mit 75,5 % der abgegebenen Stimmen bei einer Wahlbeteiligung von 45,6 %.

### Ermittlungs- und Disziplinarverfahren
Im November 2023 leitete die Staatsanwaltschaft Frankfurt am Main ein Verfahren wegen des Verdachts der Vorteilsannahme gegen Schindling ein und ermittelt in diesem Zusammenhang auch gegen drei weitere Personen. Die polizeilichen Ermittlungen werden durch das Hessische Landeskriminalamt geführt. Ausgelöst wurde das Ermittlungsverfahren durch eine Mitteilung der Ersten Stadträtin Heike Seibert (ebenfalls CDU) an die Behörden, die sich seit längerer Zeit Bedrohungen und Einschüchterungsversuchen ausgesetzt sieht. Aufgrund der staatsanwaltschaftlichen bzw. polizeilichen Ermittlungen, wurde daneben durch den Landrat Michael Cyriax (ebenfalls CDU) auch ein Disziplinarverfahren gegen Schindling eingeleitet. Auf einem CDU-Kreisparteitag am 1. März 2024 wurde Schindling zu einem der vier stellvertretenden Vorsitzenden des CDU-Kreisverbands gewählt. Heike Seibert, eine ehemalige stellvertretende Vorsitzende des CDU-Ortsverbands Hattersheim, war nicht zum Parteitag geladen worden. Angeblich aufgrund einer veralteten Mitglieder-Datei, die versehentlich für die Einladungen verwendet wurde.
Unmittelbar vor den Weihnachtsfeiertagen 2024 gab Schindling im Rahmen einer Personalversammlung bekannt, dass ab Januar 2025 die Zahlung von Zulagen für die städtischen Beamten und Angestellten auf unbestimmte Zeit eingestellt werden. Hintergrund sei die Mitteilung der Kommunalaufsicht des Main-Taunus-Kreises, dass in neun der rund 200 Fällen in denen Zulagen (darunter auch Zahlungen wie Jobticket, Fahrtkostengeld oder ein Zuschuss zum Jobrad) gezahlt werden, der Verdacht aufgekommen sei, dass die enge Grenzen für die Zahlung von Zulagen im öffentlichen Dienst nicht eingehalten worden sein könnten. Die Kommunalaufsicht habe namentlich neun Verdachtsfälle benannt, in denen geprüft werden müsse, ob möglicherweise zu viel Geld ausgezahlt wurde. Nach Abschluss der Prüfungen und sofern sich der Verdacht nicht bestätigt, würden die Zulagen ggf. auch rückwirkend wieder ausgezahlt werden. Die Stadt habe eine Anwaltskanzlei mit der Prüfung der Sachlage beauftragt, was schätzungsweise Kosten in sechsstelliger Höhe verursachen würde. Während Schindling als Ursache für die Ermittlungen der Kommunalaufsicht die Remonstration der Heike Seibert nannte, teilte die Erste Stadträtin mit, dass die Zulagen von ihr nicht bemängelt worden seien und sie daher davon auszugehe, dass die Ermittlungen möglicherweise aufgrund der Remonstration zweier weiterer Beamte erfolgen.

## Lobbytätigkeit
Schindling ist seit 2021 Vorstandsmitglied der German Datacenter Association (GDA), die ein Lobbyverband der Rechenzentrumsbranche ist. Laut GDA dient Schindling dabei als Schnittstelle zwischen Politik und Kommunen und er selbst sieht seine Rolle darin, Kommunen die an einer Ansiedlung von Rechenzentren interessiert sind, bei ihrer Entscheidung zu beraten. In seiner Amtszeit als Bürgermeister hat Schindling seit 2017 zwölf Rechenzentren in Hattersheim angesiedelt. Gegen einen geplanten sogenannten Data-Campus mit drei weiteren Rechenzentren wehren sich Teile der Bürgerschaft (Stand: März 2024). Auch über diesen weiteren Data Center Standort hinaus schließen der Betreiber NTT Global Data Centers EMEA und Schindling eine weitere Ansiedlung von Rechenzentren in Hattersheim grundsätzlich nicht aus.

## Privates
Schindling wurde in Frankfurt-Höchst geboren und wuchs ab seinem siebten Lebensjahr in Kriftel auf. Er besuchte das Friedrich-Dessauer-Gymnasium in Frankfurt am Main und machte dort 1988 sein Abitur. An der Johannes Gutenberg-Universität Mainz studierte er Rechtswissenschaften. Mit seiner Heirat im Jahr 1997 zog Schindling in den Hattersheimer Ortsteil Okriftel und stieg in den Betrieb der Schwiegereltern ein, bevor er Mitgesellschafter einer Abfallentsorgungsfirma im Frankfurter Westhafen wurde. Schindling hat einen Sohn und eine Tochter.